# Estação Ferroviária de Sacavém
A estação ferroviária de Sacavém (nome anteriormente grafado como "Sacavem") é uma estação ferroviária da Linha do Norte, estando dividida entre a freguesia de Sacavém e Prior Velho (município de Loures) e a freguesia de Parque das Nações (município de Lisboa), Portugal. Situada perto da foz do rio Trancão, é utilizada pelos serviços de passageiros da CP Urbanos de Lisboa da Linha da Azambuja e da Linha de Sintra.

## Descrição

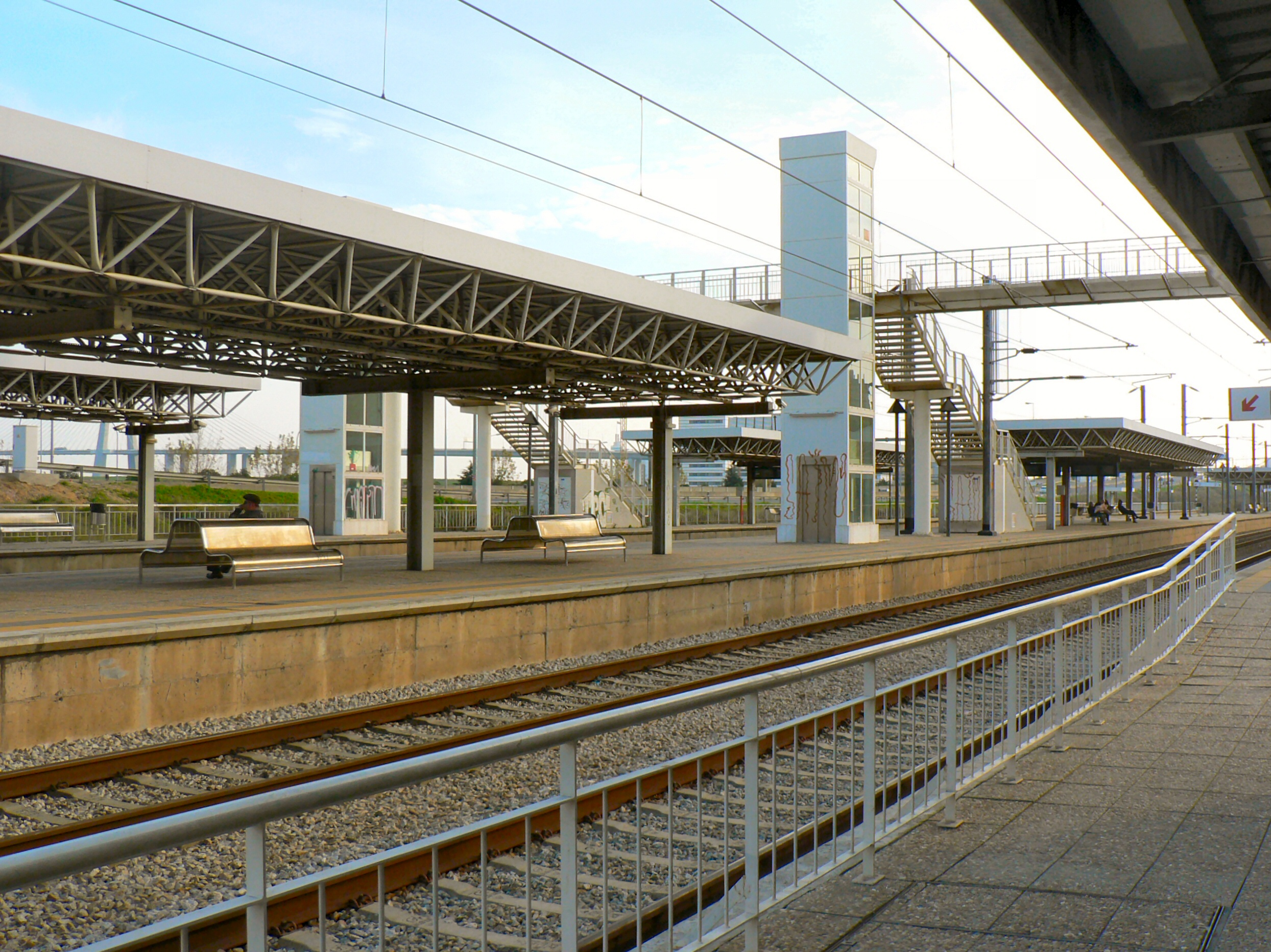
Plataforma do lado poente, em 2008, com vedação protegendo secção menos elevada, fronteira ao edifício original.

### Localização e acessos
Esta estação está situada na margem sul (direita) da foz do rio Trancão, no extremo oriental da malha urbana de Sacavém, a leste do Monte Sintra e da antiga fábrica de louça, distando menos de um quilómetro do centro da localidade (Largo 5 de Outubro), tendo acesso, desde 1998, pela Rua Domingos José de Morais junto ao local onde nesta entronca a Rua Roald Amundsen, anteriormente designada Rua da Estação.

### Infraestrutura
O edifício de passageiros situa-se do lado poente da via (lado esquerdo do sentido ascendente, para Campanhã). A construção, inicialmente em estilo neomanuelino, foi depois reconstruída em materiais mais modernos.[carece de fontes?] O painel de azulejos azul e branco, que identifica a estação ainda com a grafia oitocentista ("Sacavem"), é dos elementos mais antigos da estação, e que subsiste desde os tempos originais.[carece de fontes?] Em dados de 2007, o edifício de passageiros, com sala de espera e bilheteira, encontra-se encerrado e sem outro uso.
Como apeadeiro de uma linha em via quádrupla, esta interface apresenta-se nas quatro vias de circulação (I, II, III, e IV) cada uma acessível por plataforma — todas com de 220 m de comprimento e 90 cm de altura.

### Serviços
Em dados de 2023, esta estação é servida por comboios de passageiros da C.P. de tipo urbano dos serviços chamados “Linha de Sintra” e “Linha da Azambuja”, que circulam entre Santa Apolónia, Alcântara-Terra, ou Sintra e Azambuja, Castanheira do Ribatejo, ou Alverca, com 75 circulações diárias em cada sentido aos dias úteis e 19 aos fins de semana.

## História

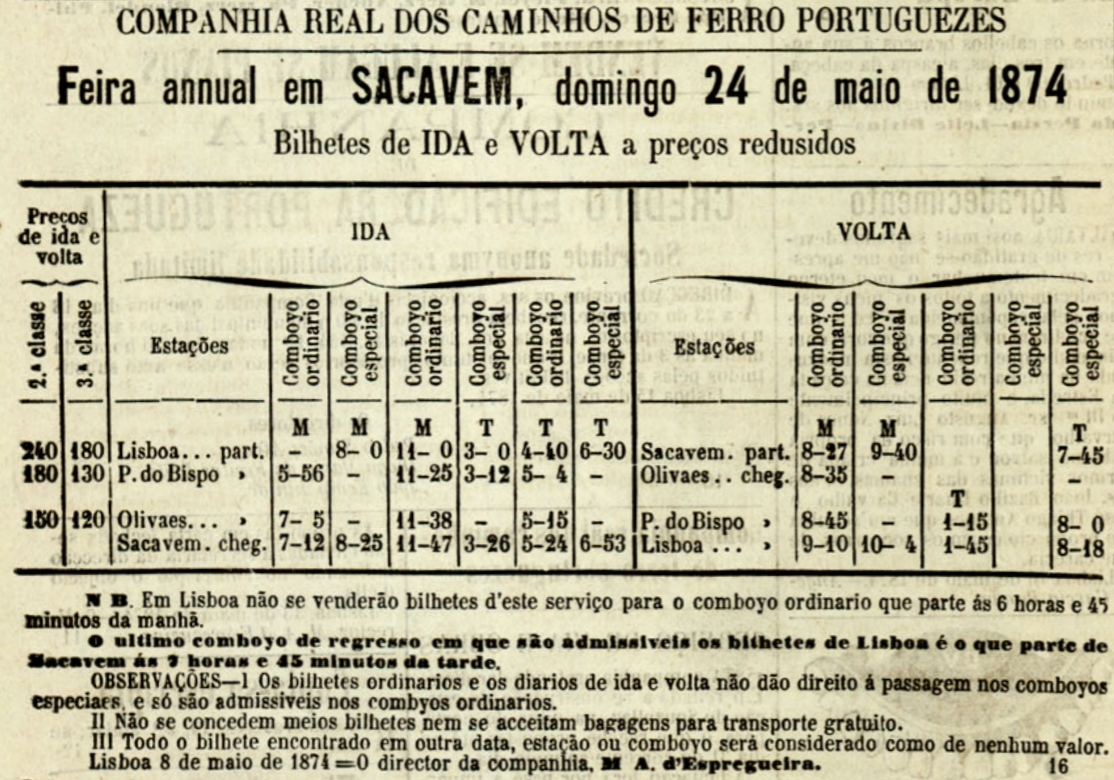
Anúncio de 1874, onde a estação surge com o nome original, Sacavem.

Esta interface situa-se no lanço entre Lisboa e o Carregado da Linha do Norte, que foi inaugurado no dia 28 de Outubro de 1856. O comboio inaugural passou por aqui sem incidentes, na direcção do Carregado, mas na viagem em sentido contrário, realizada no dia seguinte, uma das duas locomotivas teve uma avaria a chegar a Sacavém. Assim, algumas das carruagens tiveram de ser deixadas ao longo do caminho, incluindo em Sacavém, uma vez que a outra locomotiva não tinha potência suficiente para rebocar sozinha a composição inteira. Esta locomotiva continuou com parte do comboio até Lisboa, regressando posteriormente para recolher as carruagens que tinham ficado imobilizadas pelo caminho.
Nos horários de 1857, a estação de Sacavém fazia serviço de passageiros e bagagens, nas três classes.
No orçamento da Companhia Real dos Caminhos de Ferro Portugueses para 1902, estava prevista a instalação de uma via transversal em Sacavém; esta foi construída antes de 1937.

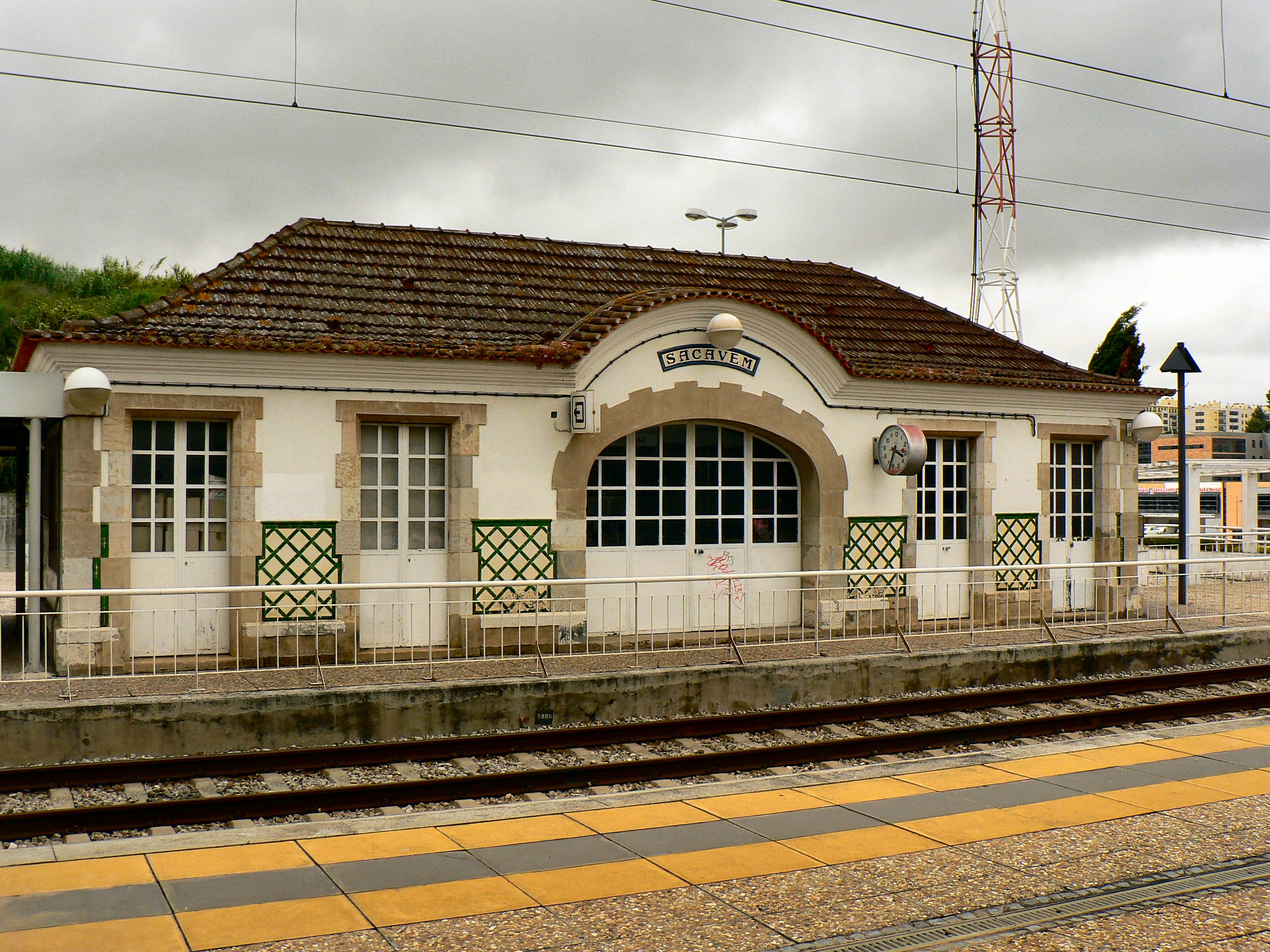
Antigo edifício da estação de Sacavém, em 2007.

Em 16 de Janeiro de 1914, tropas de artilharia prenderam vários grevistas que estavam a retirar os carris na zona de Sacavém, durante uma grande greve dos trabalhadores da Companhia dos Caminhos de Ferro Portugueses. Três dias depois, a greve voltou a reacender-se, tendo sido descarrilado um comboio entre Sacavém e Santa Iria.
Em 1929, a Companhia dos Caminhos de Ferro tinha preparado um grande plano de investimentos, que incluía o desenvolvimento e electrificação da rede urbana de Lisboa, e a criação de uma gare em Sacavém para triagem de comboios de mercadorias.
A Linha da Matinha resulta do encurtamento de uma ferrovia mais longa, que se prolongava para Norte até entroncar com a Linha do Norte junto à estação de Sacavém. A supressão deste segmento e a actual designação da linha datam do final dos anos noventa e advêm da implantação da Expo’98.[carece de fontes?]
Com a reestruturação das linhas suburbanas de Lisboa, a estação de Sacavém ficou integrada no troço comum às “linhas” de Sintra e da Azambuja.[carece de fontes?]
No Directório da Rede 2012, publicado pela Rede Ferroviária Nacional em Janeiro de 2011, a estação possuía quatro vias de circulação, com 641, 712 e 747 m de comprimento; as respectivas plataformas tinham 220 e 221 m de comprimento, e 90 cm de altura — valores mais tarde alterados para os atuais.
Em 2012, com a criação da freguesia do Parque das Nações, passou a fronteira municipal entre Lisboa, a poente, e Loures, a nascente, a ser constituída pelo eixo da via férrea, ficando a estação virtualmente partilhada pelos dois concelhos, com repercussões também tarifárias.

Em setembro de 2022, foi alargado o parque de estacionamento anexo à estação em obra da responsibilidade da I.P., tendo sido demolido o armazém e respetiva plataforma — estrutura que especialistas em património ferroviário reputam como «provavelmente a edificação mais antiga do conjunto da estação».

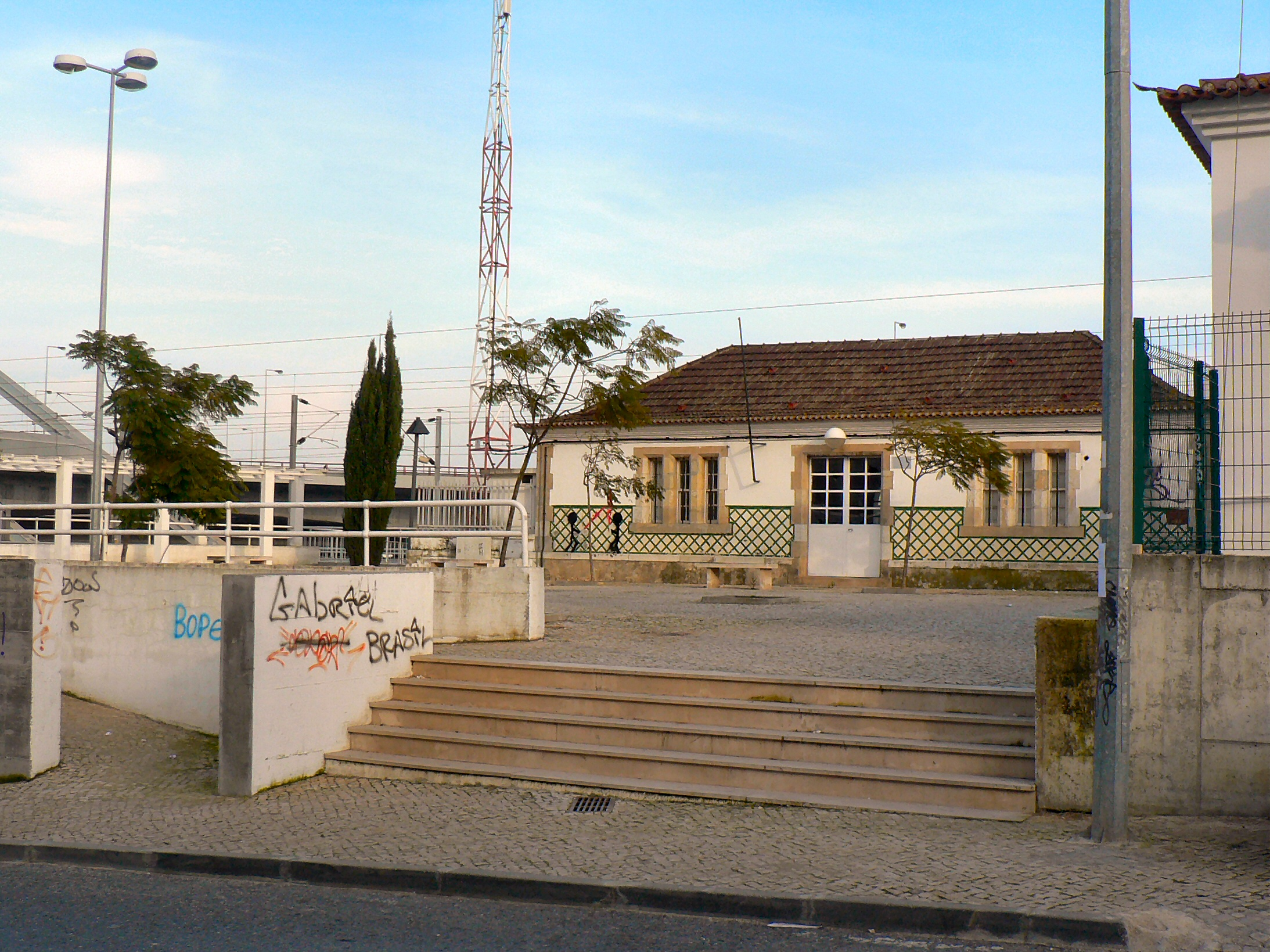
Acesso à via pública (lado poente).

## Referências literárias

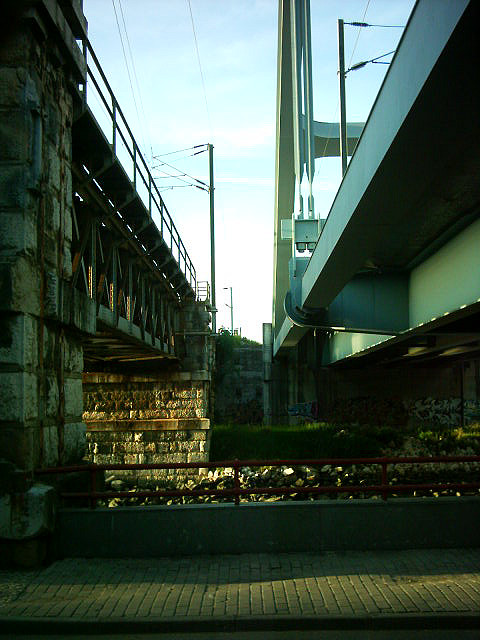
Pontes ferroviárias de Sacavém, contíguas à estação, para norte, com duas vias cada, sobre o rio Trancão.